# Thuit-Hébert
Thuit-Hébert település Franciaországban, Eure megyében. Lakosainak száma 312 fő (2017. január 1.).

## Népesség
A település népessége az elmúlt években az alábbi módon változott:
| Lakosok száma | 221  | 234  | 228  | 276  | 310  | 301  | 306  | 318  | 313  | 312  |
|               | 1962 | 1968 | 1975 | 1990 | 1999 | 2006 | 2008 | 2013 | 2015 | 2017 |